# Quốc huy México
Quốc huy Mexico là một biểu tượng quan trọng của nền chính trị và văn hóa của México trong nhiều thế kỉ. Hình ảnh trên quốc huy Mexico thể hiện một câu chuyện truyền thuyết của người Aztec bản địa kể về hành trình đi tìm kinh đô mới của họ. Quốc huy hiện nay của Mexico được chính thức thông qua sử dụng vào này 16 tháng 9 năm 1968, sau nhiều lần chỉnh sửa.

## Hình ảnh
Quốc huy Mexico có hình ảnh của một con đại bàng với cái mỏ và móng vuốt đang quắp một con rắn đang đậu trên cành cây xương rồng mọc trên một tảng đá bên hồ nước. Theo truyền thuyết của người Aztec thì có một vị thần đã truyền cho họ một lời mách bảo rằng khi nào gặp một con đại bàng mang con rắn đậu trên cành cây xương rồng như trên thì đó chính là nơi đóng đô mới của người Aztec. Người Aztec đã thành lập nên kinh đô Tenochtitlan bên bờ hồ Texcoco và xây dựng nên một đế chế huy hoàng và hùng mạnh trước khi bị người Tây Ban Nha sang xâm lược vào đầu thế kỉ 16. Ngày nay, Technotitlan chính là thành phố Mexico hiện đại, thủ đô và cũng là thành phố lớn nhất Mexico.